# Базаров, Иван Фёдорович
Ива́н Фёдорович База́ров (31 декабря 1916, Саломатино, Камышинский округ — 22 ноября 1943, Криворожский район, Днепропетровская область) — командир эскадрильи 247-го истребительного авиационного полка 203-й истребительной авиационной дивизии 1-го штурмового авиационного корпуса 5-й воздушной армии Степного фронта, капитан. Герой Советского Союза (1943).

## Биография
Родился 31 декабря 1916 года в селе Саламатино (ныне Саломатино Камышинского района Волгоградской области) в крестьянской семье. Русский.
Окончил 7 классов неполной средней школы, школу фабрично-заводского ученичества, в 1940 году — Сталинградский аэроклуб. Активно занимался спортом, работал разметчиком на заводе в Сталинграде.
В Красной армии с 1938 года. В 1940 году окончил Сталинградское военное авиационное училище.
Участник Великой Отечественной войны с её первого дня. Сражался на Южном, а позднее — Степном фронте. Летал на именном самолёте «Саратовский Волгарь». С 1942 года член ВКП(б).
Командир эскадрильи 247-го истребительного авиационного полка (203-я истребительная авиационная дивизия, 1-й штурмовой авиационный корпус, 5-я воздушная армия, Степной фронт) капитан Иван Базаров к августу 1943 года совершил 342 успешных боевых вылета, в 69 воздушных боях сбил 9 вражеских самолётов лично и 7 в группе.
Указом Президиума Верховного Совета СССР от 2 сентября 1943 года «за образцовое выполнение боевых заданий командования на фронте борьбы с немецко-фашистским захватчиками и проявленные при этом мужество и героизм» капитану Базарову Ивану Фёдоровичу присвоено звание Героя Советского Союза с вручением ордена Ленина и медали «Золотая Звезда» (№ 1074).
Погиб 22 ноября 1943 года в воздушном бою у села Грузское Криворожского района Днепропетровской области. Похоронен в селе Лозоватка Криворожского района Днепропетровской области.

## Память
- Село Грузское близ Лозоватки, где покоится прах Ивана Фёдоровича Базарова, переименовано в Базарово;
  - Там же установлен обелиск Базарову[2];
- В честь И. Ф. Базарова названы улицы в городах Волгоград и Камышин, в сёлах Саломатино и Майрамадаг;
- На здании бассейна Центрального стадиона в Волгограде на мемориальной доске с именами спортсменов, погибших в боях за Родину, есть и фамилия Ивана Базарова;
- На Баррикадной улице, на фасаде здания бывшего Волгоградского областного комитета ДОСААФ, 6 ноября 1967 года была открыта гранитная памятная доска с именами лётчиков-воспитанников Сталинградского аэроклуба имени В. С. Хользунова, удостоенных звания Героя Советского Союза за «выдающиеся подвиги в боях при защите социалистической Родины», первым среди которых значится И. Ф. Базаров.

## Награды
- Медаль «Золотая Звезда» Героя Советского Союза № 1074 (2 сентября 1943);
- Орден Ленина (2 сентября 1943);
- трижды Орден Красного Знамени;
- медали.